# Mistrzostwa Świata Juniorów w Biathlonie 2021
Mistrzostwa Świata Juniorów w Biathlonie 2021 – zawody sportowe w biathlonie, które odbyły się w dniach 27 lutego – 6 marca 2021 w austriackiej miejscowości Obertilliach. Podczas mistrzostw rozegranych zostało osiem konkurencji wśród juniorów oraz osiem wśród juniorów młodszych.
Była to czwarta impreza tego cyklu organizowana w Austrii i zarazem druga odbywająca się w Obertilliach. Poprzednio miejscowość ta zorganizowała Mistrzostwa Świata Juniorów w Biathlonie 2013.

## Terminarz i wyniki

### Juniorzy
| Konkurencja               | Data      | Godzina   | Złoto                                                                    | Srebro                                                                                   | Brąz                                                                     | Źr. |
| ------------------------- | --------- | --------- | ------------------------------------------------------------------------ | ---------------------------------------------------------------------------------------- | ------------------------------------------------------------------------ | --- |
| Bieg indywidualny 12,5 km | 28 lutego | 10:30 CET | Camille Bened                                                            | Henrieta Horvátová                                                                       | Beatrice Trabucchi                                                       |     |
| Bieg indywidualny 15 km   | 28 lutego | 13:30 CET | Philipp Lipowitz                                                         | Alex Cisar                                                                               | Émilien Claude                                                           |     |
| Sprint 7,5 km             | 2 marca   | 11:00 CET | Amy Baserga                                                              | Rebecca Passler                                                                          | Juni Arnekleiv                                                           |     |
| Sprint 10 km              | 2 marca   | 14:15 CET | Émilien Claude                                                           | Mikuláš Karlík                                                                           | Michaił Pierwuszin                                                       |     |
| Bieg pościgowy 10 km      | 3 marca   | 11:00 CET | Amy Baserga                                                              | Synne Owren                                                                              | Rebecca Passler                                                          |     |
| Bieg pościgowy 12,5 km    | 3 marca   | 15:00 CET | Émilien Claude                                                           | Éric Perrot                                                                              | Michaił Pierwuszin                                                       |     |
| Sztafeta (4 x 6 km)       | 6 marca   | 11:00 CET | Francja Paula Botet · Eve Bouvard · Sophie Chauveau · Camille Bened      | Włochy Hannah Auchentaller · Beatrice Trabucchi · Gaia Brunetto · Rebecca Passler        | Austria Anna Gandler · Anna Juppe · Lisa Osl · Lea Rothschopf            |     |
| Sztafeta (4 x 7,5 km)     | 6 marca   | 14:00 CET | Francja Oscar Lombardot · Sébastien Mahon · Éric Perrot · Émilien Claude | Norwegia Mats Øverby · Simen Eliassen Kvarme · Fredrik Arne Grusd · Jørgen Solhaug Sæter | Czechy Tomáš Mikyska · Vítězslav Hornig · Jonáš Mareček · Mikuláš Karlík |     |

### Juniorzy młodsi
| Konkurencja               | Data      | Godzina   | Złoto                                                  | Srebro                                                 | Brąz                                                         | Źr. |
| ------------------------- | --------- | --------- | ------------------------------------------------------ | ------------------------------------------------------ | ------------------------------------------------------------ | --- |
| Bieg indywidualny 10 km   | 27 lutego | 10:30 CET | Jeanne Richard                                         | Lena Repinc                                            | Ema Kapustová                                                |     |
| Bieg indywidualny 12,5 km | 27 lutego | 13:30 CET | Dienis Irodow                                          | Edgar Geny                                             | Leon Kienesberger                                            |     |
| Sprint 6 km               | 1 marca   | 11:00 CET | Lena Repinc                                            | Linda Zingerle                                         | Selina Grotian                                               |     |
| Sprint 7,5 km             | 1 marca   | 14:00 CET | Dienis Irodow                                          | Fabio Piller Cottrer                                   | Jan Guńka                                                    |     |
| Bieg pościgowy 7,5 km     | 3 marca   | 10:00 CET | Lena Repinc                                            | Martina Trabucchi                                      | Linda Zingerle                                               |     |
| Bieg pościgowy 10 km      | 3 marca   | 14:00 CET | Dienis Irodow                                          | Marcin Zawół                                           | Oscar Andersson                                              |     |
| Sztafeta (3 x 6 km)       | 5 marca   | 11:00 CET | Francja Fany Bertrand · Jeanne Richard · Maya Cloetens | Słowenia Klara Vindišar · Kaja Zorč · Lena Repinc      | Włochy Martina Trabucchi · Sara Scattolo · Linda Zingerle    |     |
| Sztafeta (3 x 7,5 km)     | 5 marca   | 14:00 CET | Polska Konrad Badacz · Jan Guńka · Marcin Zawół        | Francja Edgar Geny · Mathieu Garcia · Valentin Lejeune | Włochy Stefan Navillod · Fabio Piller Cottrer · Marco Barale |     |